# Kapunda
Kapunda (2 480 habitants) est une localité en Australie-Méridionale située à 77 km au nord d'Adélaïde, la capitale de l'État.
La ville a été créée en 1842 après la découverte de minerai de cuivre dans la région ; le cuivre a été exploité jusqu'en 1879. Le sous-sol de la région fournit du marbre qui a servi au revêtement de la façade du parlement d'Australie-Méridionale
Son économie repose actuellement sur la culture de céréales.
Elle est le pays des Ngadjuri.
Kapunda est connue pour avoir été la résidence de Sidney Kidman (1857-1935), un important éleveur de bétail qui possédait plus de 3 % du territoire de l'Australie.

## Notes et références

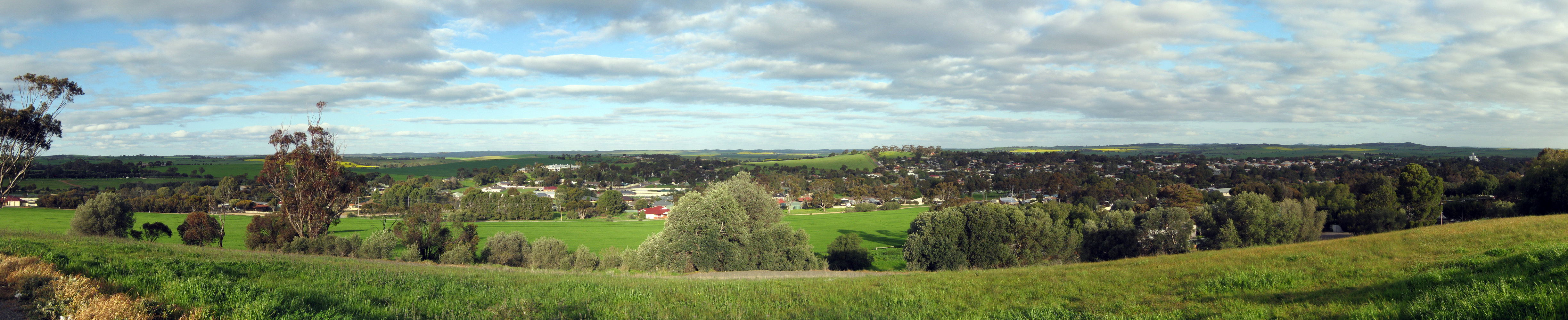
Vue panoramique de Kapunda depuis Gundry's Hill.